# Ma guarda un po' 'sti americani!
Ma guarda un po' 'sti americani! (European Vacation) è un film statunitense del 1985 diretto da Amy Heckerling.

## Trama
La famiglia Griswold, partecipando al bizzarro gioco a premi televisivo "Grufolo e Gruzzolo", vince (per pura fortuna) un meraviglioso viaggio in Europa, che li porterà a Londra, Parigi e Roma.